# Пуан-ле-Валле
Пуа́н-ле-Валле́ (фр. Pouan-les-Vallées) — коммуна во Франции, находится в регионе Шампань — Арденны. Департамент — Об. Входит в состав кантона Арси-сюр-Об. Округ коммуны — Труа.
Код INSEE коммуны — 10299.
Коммуна расположена приблизительно в 135 км к востоку от Парижа, в 55 км юго-западнее Шалон-ан-Шампани, в 28 км к северу от Труа.

## Население
Население коммуны на 2008 год составляло 489 человек.
| 1962 | 1968 | 1975 | 1982 | 1990 | 1999 | 2008 |
| ---- | ---- | ---- | ---- | ---- | ---- | ---- |
| 422  | 424  | 437  | 453  | 468  | 444  | 489  |

## Администрация
| Период | Период | Фамилия      | Партия | Примечания |
| ------ | ------ | ------------ | ------ | ---------- |
| 2001   | 2008   | Клод Адно    |        |            |
| 2008   |        | Поль Кантрен |        |            |

## Экономика
В 2007 году среди 287 человек в трудоспособном возрасте (15—64 лет) 222 были экономически активными, 65 — неактивными (показатель активности — 77,4 %, в 1999 году было 75,8 %). Из 222 активных работали 207 человек (108 мужчин и 99 женщин), безработных было 15 (8 мужчин и 7 женщин). Среди 65 неактивных 17 человек были учениками или студентами, 29 — пенсионерами, 19 были неактивными по другим причинам.

## Достопримечательности
- Церковь Сен-Пьер (XIII век). Памятник истории с 1913 года[3]